# Węzeł potrójny Bouveta

Płyty tektoniczne

Węzeł potrójny Bouveta (ang. Bouvet Triple Junction) – węzeł potrójny na południowym Oceanie Atlantyckim. W tym miejscu stykają się płyty tektoniczne: afrykańska,  południowoamerykańska i antarktyczna. Oddzielają je grzbiety śródoceaniczne: Śródatlantycki, Afrykańsko-Antarktyczny i Amerykańsko-Antarktyczny. We wszystkich trzech grzbietach występuje spreading, a więc wszystkie trzy płyty powiększają się i ich środki oddalają się od siebie.
Nazwa pochodzi od znajdującej się nieopodal Wyspy Bouveta.

## Literatura
- "Bouvet Triple Junction in the South Atlantic: Geology and evolution", Journal of Geophysical Research, Vol.104, No.B12 (1999)